# 學園前車站 (北海道)
學園前車站（日语：／ Gakuen-mae eki */?）是一位於日本札幌市豐平區6條6丁目、隸屬於札幌市交通局的地下鐵車站。車站編號是H-10。

## 車站構造
1面2線島式月台的地下車站。

### 月台配置
| 月台 | 路線   | 目的地               |
| ---- | ------ | -------------------- |
| 1    | 東豐線 | 美園、福住方向       |
| 2    | 東豐線 | 大通、札幌、榮町方向 |

## 車站周邊
- 北海學園大學
- 北海高等學校
- 北海學園札幌高等學校
- 北海商科大學
- 札幌市下水道局

## 历史
- 1994年10月14日 - 伴隨市營地下鐵東豐線的通車，學園前車站啟用。

## 相鄰車站
札幌市營地下鐵
 東豐線
豐水薄野（H09）－學園前（H10）－豐平公園（H11）

## 外部連結
- （日語）學園前站內配置圖（札幌市交通局）

1. ↑  “都心直結 期待を乗せて 東豊線延長 福住駅で発車式”. 北海道新聞 (北海道新聞社). (1994年10月13日)